# 巨艾提·伊明
巨艾提·伊明（維吾爾語：جۈرئەت ئىمىن‎，拉丁维文：Jür'et Emin，1958年11月—），新疆和田人，男，维吾尔族，中华人民共和国政治人物。1976年10月参加工作，1985年6月加入中国共产党。长春冶金地质学校地质勘探专业毕业，中央党校研究生院在职研究生班经济管理专业研究生学历。
2000年2月至2001年2月，任新疆维吾尔自治区贸易厅科技产业发展处处长。2001年2月至2006年9月，任新疆维吾尔自治区吐鲁番地区行署副专员。2006年9月至2008年2月，任中共新疆维吾尔自治区哈密地委副书记、哈密地区行署专员。2008年2月至2012年4月，任中共新疆维吾尔自治区和田地委副书记、和田地区行署专员。2012年1月，被补选为新疆维吾尔自治区政协副主席。2022年1月，辞去自治区政协副主席职务。
2008年，担任第十一届全国人民代表大会新疆地区代表。